# Liste d'essais d'armes nucléaires de la Corée du Nord
La Corée du Nord a réalisé six essais nucléaires ; en 2006, 2009, 2013, deux en 2016, et 2017.

## Les essais
| Séquence | Date et Heure (TU) | Fuseau horaire local | Site                                                    | AltitudeProfondeur | Type       | Puissance   | Retombées radioactives | Références |
| -------- | --- | -------------------- | ------------------------------------------------------- | ------------------ | ---------- | ----------- | ---------------------- | ---------- |
| (1)      | 9 octobre 2006 1 h 35 min 27 s | KST (UTC+09:00)      | Punggye-ri, Corée du Nord41° 17′ 06″ N, 129° 06′ 30″ E  | 1 340 m310 m       | souterrain | 0,7 à 2 kt  |                        | [ 2 ]      |
| (1)      | - Peut-être un Long feu. Tunnel Est approximativement 1 km au nord-est de l'entrée. - L'Institut fédérale des géosciences et des ressources naturelles (BGR) (de), un institut public allemand de recherche géologique, a estimé la puissance à 2 kilotonnes en 2013 mais l'a depuis révisée à 0,7 kt. - Voir les données du (en) International Seismological Centre (Centre international sismologique) pour (en) cet évènement. |                      |                                                         |                    |            |             |                        |            |
| (2)      | 25 mai 2009 0 h 54 min 43 s | KST                  | Punggye-ri, Corée du Nord 41° 17′ 29″ N, 129° 04′ 54″ E | 1 340 m490 m       | souterrain | 2 à 5,4 kt  |                        | ,          |
| (2)      | - Tunnel ouest, environ 1,2 km au nord-ouest de l'entrée. - L'Institut fédérale des géosciences et des ressources naturelles, un institut public allemand de recherche géologique, a estimé la puissance à 13 kt en 2013 mais l'a depuis révisé à 5,4 kt. - Voir les données du (en) International Seismological Centre (Centre international sismologique) pour (en) cet évènement. |                      |                                                         |                    |            |             |                        |            |
| (3)      | 12 février 2013 2 h 57 min 51 s | KST                  | Punggye-ri, Corée du Nord 41° 16′ 05″ N, 129° 04′ 51″ E | 1 340 m1 000 m     | souterrain | 6 à 16 kt   |                        | ,          |
| (3)      | - L'essai a probablement été effectué dans le tunnel Ouest. Tunnel Ouest endommagé par une inondation en 2012. - Le BGR a estimé la puissance à 40 kilotonnes en 2013 mais l'a depuis révisée à 14 kt. - L'Université de sciences et technologie de Chine a estimé la puissance à environ 12,2 kt, avec une marge d'erreur de 3,8 kt, d'où une puissance maximum de cet essai qui se situerait à 16 kt. - Voir les données du (en) Centre international sismologique (ISC) pour (en) cet évènement. |                      |                                                         |                    |            |             |                        |            |
| (4)      | 6 janvier 2016 1 h 30 min 1 s | PYT (UTC+8:30)       | Punggye-ri, Corée du Nord 41° 18′ 32″ N, 129° 02′ 02″ E | 1 340 m1 000 m     | souterrain | 7 à 16,5 kt |                        | ,          |
| (4)      | - Revendiqué en tant que bombe à hydrogène. - BGR a d'abord estimé la puissance de l'essai à 14 kt mais l'a révisé à 10 kt(de). - L'Université de sciences et technologie de Chine a estimé la puissance à environ 11,3 kt, with a margin of error of 4,2 kt, d'où un essai d'une puissance maximum de 16,5 kt. - Voir les données du (en) Centre international sismologique (ISC) pour (en) cet évènement. |                      |                                                         |                    |            |             |                        |            |
| (5)      | 9 septembre 2016 0 h 30 min 1 s | PYT                  | Punggye-ri, Corée du Nord 41° 17′ 53″ N, 129° 00′ 54″ E | 1 340 m1 000 m     | souterrain | 15 à 25 kt  |                        | ,          |
| (5)      | - La Corée du Nord a annoncé que ceci était l'essai réussi d'une tête nucléaire pouvant être montée sur un missile. - Siegfried S. Hecker, ancien directeur du Laboratoire national de Los Alamos, a estimé la puissance de 15 à 25 kt - Le BGR a d'abord estimé la puissance de l'essai à 25 kt - L'Université de sciences et technologie de Chine a estimé la puissance à environ 17,8 kt avec une marge d'erreur de 5,9 kt. |                      |                                                         |                    |            |             |                        |            |
| (6)      | 3 septembre 2017 3 h 30 min 1 s | PYT                  | Punggye-ri, Corée du Nord 41° 20′ 35″ N, 129° 02′ 10″ E | 1 340 m?           | souterrain | 70 à 280 kt |                        | ,          |
| (6)      | - Revendiqué comme étant une bombe H (pourrait être seulement une bombe à fission dopée plutôt qu'une prétendue arme thermonucléaire). - Le 3 septembre, l'agence météorologique sud-coréenne (Korea Meteorological Administration) a estimé que la puissance du souffle de l'explosion nucléaire de l'essai présumé se situait entre 50 et 60 kilotonnes, estimation basée sur une détection de magnitude 5,6. - L'estimation initiale du gouvernement de la Corée du Sud est de 100 kt et a detecté un tremblement de terre d'une magnitude de 5,7. - L'estimation initiale du centre norvégien de surveillance sismique NORSAR est de 120 kt, basé sur une magnitude de 5,8. Le 12 septembre 2017, cette estimation est révisée pour une puissance de 250 kt basée plutôt sur une mesure de magnitude 6,1. - Le BGR a d'abord estimé la puissance de l'essai à « quelques centaines de kt », basé sur un tremblement détecté de 6,1. L'agence météorologique du Japon a aussi détectée un tremblement de magnitude 6,1. - D'après l'USGS : « Explosion de magnitude 6,3 ... Possible explosion, située près du site où la Corée du Nord à déjà réalisée des explosions nucléaires dans le passé. Si cet évènement était une explosion, le centre d'information des tremblements de terre de l'USGS ne peut pas déterminer sa nature, qu'elle soit nucléaire ou de tout autre type. La profondeur, latitude et longitude sont approximatives. - La China Earthquake Administration a aussi détectée un tremblement de terre d'une magnitude de 6,3. - L'Université de sciences et technologie de Chine a estimé la puissance à 108,1 kt ± 48,1 kt. - Le service géographique de l'académie des sciences de Russie a enregistré un tremblement de terre de magnitude 6,4. - Le Lamont-Doherty Earth Observatory a estimé la puissance de l'essai à 250 kilotonnes. - Le gouvernement japonais à 160 kt. - La communauté du renseignement des États-Unis/Air Force Technical Applications Center (en): 70 à 280 kt. Le renseignement U.S avait initialement estimé la puissance de l'explosion à 140 kt avec une marge d'erreur non spécifiée. |                      |                                                         |                    |            |             |                        |            |

1. ↑  Puissance explosive exprimée en kilotonne et mégatonne. Une tonne d'équivalent TNT est définie comme 4,184 gigajoules (1 gigacalorie).
2. ↑  Émission radioactive dans l'atmosphère en dehors des neutrons instantanés, s'ils sont connus. Les isotopes mesurés ne sont que de l'iode-131 si mentionné, sinon il s'agit de tous les isotopes. Pas de données veut dire « inconnu », probablement « aucun » si souterrain et « tous » dans le cas contraire ; une note indiquant si elle est mesurée sur le site seulement ou à l'extérieur du site, lorsqu'elle est connue et la quantité mesurée de radioactivité libérée.